# Пегие мухоловки
Пегие мухоловки (лат. Poecilodryas) — род воробьиных птиц птиц из семейства Австралийские зарянки.

## Виды
- Бело-черная пегая мухоловка Poecilodryas hypoleuca (G.R. Gray, 1859)
- Белобровая пегая мухоловка Poecilodryas superciliosa (Gould, 1847)
- Poecilodryas cerviniventris (Gould, 1858)